# Englische Rugby-Union-Meisterschaft 2006/07
Die Saison 2006/07 von Premiership Rugby war die 20. Saison der obersten Spielklasse der englischen Rugby-Union-Meisterschaft. Aus Sponsoringgründen trug sie den Namen Guinness Premiership. Sie begann am 2. September 2006, umfasste 22 Spieltage (je eine Vor- und Rückrunde) und dauerte bis zum 28. April 2007. Anschließend qualifizierten sich die vier bestplatzierten Mannschaften für das Halbfinale, die Halbfinalsieger trafen am 12. Mai 2007 im Finale im Twickenham Stadium aufeinander. Den Meistertitel gewannen zum siebten Mal die Leicester Tigers, absteigen mussten die Northampton Saints.

## Guinness Premiership

### Tabelle
M: Letztjähriger Meister

P: Promotion (Aufsteiger) aus der National Division One
|     | Team               | Spiele | Siege | Unent. | Ndlg. | Spiel- punkte | Diff. | Bonus- punkte | Tabellen- punkte |
| --- | ------------------ | ------ | ----- | ------ | ----- | ------------- | ----- | ------------- | ---------------- |
| 01. | Gloucester RFC     | 22     | 15    | 2      | 5     | 531:404       | + 127 | 7             | 71               |
| 02. | Leicester Tigers   | 22     | 14    | 1      | 7     | 569:456       | + 113 | 14            | 71               |
| 03. | Bristol Rugby      | 22     | 14    | 1      | 7     | 398:394       | + 4   | 6             | 64               |
| 04. | Saracens           | 22     | 12    | 2      | 8     | 539:399       | + 140 | 11            | 63               |
| 05. | London Wasps       | 22     | 12    | 1      | 9     | 504:431       | + 73  | 11            | 61               |
| 06. | London Irish       | 22     | 12    | 0      | 10    | 398:407       | − 9   | 5             | 53               |
| 07. | Harlequins (P)     | 22     | 10    | 0      | 12    | 503:438       | + 65  | 11            | 51               |
| 08. | Bath Rugby         | 22     | 8     | 2      | 12    | 428:492       | − 64  | 9             | 45               |
| 09. | Newcastle Falcons  | 22     | 9     | 0      | 13    | 435:528       | − 93  | 8             | 44               |
| 10. | Sale Sharks (M)    | 22     | 8     | 1      | 13    | 414:500       | − 86  | 8             | 42               |
| 11. | Worcester Warriors | 22     | 6     | 1      | 15    | 346:459       | − 113 | 9             | 34               |
| 12. | Northampton Saints | 22     | 6     | 1      | 15    | 342:499       | − 157 | 7             | 33               |

Die Punkte wurden wie folgt verteilt:
- 4 Punkte bei einem Sieg
- 2 Punkte bei einem Unentschieden
- 0 Punkte bei einer Niederlage (vor möglichen Bonuspunkten)
- 1 Bonuspunkt für vier oder mehr erfolgreiche Versuche, unabhängig vom Endstand
- 1 Bonuspunkt bei einer Niederlage mit sieben oder weniger Punkten Unterschied

### Playoff
Halbfinale
| 5. Mai 2007 13:00 | Gloucester RFC | 50 : 9         | Saracens                               | Kingsholm Stadium, Gloucester Zuschauer: 9.300 |
| 5. Mai 2007 13:00 | Versuche: Strafversuch 10. erh. Richards 37. erh. Narraway 46. erh. Allen 52. erh. Mark Foster 59. erh. Hazell 65. n.erh. Califano 69. erh. Erhöhungen: Walker (6) Straftritte: Walker (1) 55. | (14:3) Bericht | Straftritte: Jackson (3) 18., 43., 51. | Kingsholm Stadium, Gloucester Zuschauer: 9.300 |

| 5. Mai 2007 17:30 | Leicester Tigers                                                                                        | 26 : 14        | Bristol Rugby                                               | Welford Road Stadium, Leicester Zuschauer: 10.675 |
| 5. Mai 2007 17:30 | Versuche: Ellis 9. erh. Murphy 33. erh. Erhöhungen: Goode (2) Straftritte: Goode (4) 16., 21., 49., 63. | (20:9) Bericht | Versuche: Cox 43. n.erh. Straftritte: Gray (3) 4., 19., 29. | Welford Road Stadium, Leicester Zuschauer: 10.675 |

Finale
| 12. Mai 2007 14:30 | Gloucester RFC                                                                      | 16 : 44        | Leicester Tigers | Twickenham Stadium, London Zuschauer: 59.400 |
| 12. Mai 2007 14:30 | Versuche: Lamb 66. erh. Erhöhungen: Walker (1) Straftritte: Walker (3) 5., 24., 43. | (6:22) Bericht | Versuche: Murphy 10. erh. Tuilagi (2) 32. n.erh., 52. erh. Corry 38. erh. Goode 45. n.erh. Jennings 64. n.erh. Moody 79. n.erh. Erhöhungen: Goode (3) Straftritte: Goode (1) 35. | Twickenham Stadium, London Zuschauer: 59.400 |

| 15                 | Willie Walker        |
| 14                 | Iain Balshaw         |
| 13                 | James Simpson-Daniel |
| 12                 | Anthony Allen        |
| 11                 | Mark Foster          |
| 10                 | Ryan Lamb            |
| 09                 | Peter Richards       |
| 08                 | Luke Narraway        |
| 07                 | Andrew Hazell        |
| 06                 | Peter Buxton         |
| 05                 | Alex Brown           |
| 04                 | Will James           |
| 03                 | Carlos Nieto         |
| 02                 | Olivier Azam         |
| 01                 | Nick Wood            |
| Auswechselspieler: |                      |
| 16                 | Mefin Davies         |
| 17                 | Christian Califano   |
| 18                 | Adam Eustace         |
| 19                 | Jake Boer            |
| 20                 | Rory Lawson          |
| 21                 | Jack Adams           |
| 22                 | Jon Goodridge        |

| 15                 | Geordan Murphy    |
| 14                 | Seru Rabeni       |
| 13                 | Daniel Hipkiss    |
| 12                 | Ollie Smith       |
| 11                 | Alesana Tuilagi   |
| 10                 | Andy Goode        |
| 09                 | Frank Murphy      |
| 08                 | Martin Corry      |
| 07                 | Shane Jennings    |
| 06                 | Lewis Moody       |
| 05                 | Ben Kay           |
| 04                 | Louis Deacon      |
| 03                 | Julian White      |
| 02                 | George Chuter     |
| 01                 | Marcos Ayerza     |
| Auswechselspieler: |                   |
| 16                 | James Buckland    |
| 17                 | Alessandro Moreno |
| 18                 | Leo Cullen        |
| 19                 | Brett Deacon      |
| 20                 | Ben Youngs        |
| 21                 | Sam Vesty         |
| 22                 | Tom Varndell      |

## National Division One
Die Saison der zweiten Liga (National Division One) umfasste 30 Spieltage (je eine Vor- und Rückrunde). Die bestplatzierte Mannschaft, die Leeds Tykes, stiegen in die Premiership auf. Zwei Mannschaften stiegen in die National Division Two ab, Otley RUFC und Waterloo RFC.
Tabelle

P: Promotion (Aufsteiger) aus der National Division Two

R: Relegation (Absteiger) aus der Premiership
|     | Team                      | Spiele | Siege | Unent. | Ndlg. | Spiel- punkte | Diff. | Bonus- punkte | Tabellen- punkte |
| --- | ------------------------- | ------ | ----- | ------ | ----- | ------------- | ----- | ------------- | ---------------- |
| 01. | Leeds Tykes (R)           | 30     | 24    | 2      | 4     | 960:474       | + 486 | 22            | 122              |
| 02. | Rotherham Titans          | 30     | 23    | 1      | 6     | 937:501       | + 436 | 24            | 118              |
| 03. | Doncaster RFC             | 30     | 22    | 1      | 7     | 855:474       | + 381 | 20            | 110              |
| 04. | Exeter Chiefs             | 30     | 21    | 1      | 8     | 498:276       | + 222 | 15            | 101              |
| 05. | Cornish Pirates           | 30     | 20    | 2      | 8     | 812:493       | + 319 | 17            | 101              |
| 06. | Plymouth Albion           | 30     | 19    | 1      | 10    | 450:339       | + 111 | 19            | 97               |
| 07. | Bedford Blues             | 30     | 18    | 1      | 11    | 857:566       | + 291 | 21            | 95               |
| 08. | Birmingham & Solihull RFC | 30     | 13    | 2      | 15    | 736:911       | − 175 | 20            | 76               |
| 09. | Nottingham RFC            | 30     | 13    | 0      | 17    | 805:718       | + 87  | 21            | 73               |
| 10. | Coventry RFC              | 30     | 13    | 0      | 17    | 569:745       | − 176 | 13            | 65               |
| 11. | Newbury RFC               | 30     | 11    | 0      | 19    | 661:774       | − 113 | 13            | 57               |
| 12. | London Welsh              | 30     | 11    | 1      | 18    | 572:794       | − 222 | 10            | 56               |
| 13. | Sedgley Park RUFC         | 30     | 10    | 0      | 20    | 605:936       | − 331 | 12            | 52               |
| 14. | Moseley RFC (P)           | 30     | 7     | 0      | 23    | 527:943       | − 416 | 9             | 37               |
| 15. | Otley RUFC                | 30     | 6     | 0      | 24    | 457:904       | − 447 | 7             | 31               |
| 16. | Waterloo RFC (P)          | 30     | 3     | 0      | 27    | 470:1175      | − 705 | 6             | 18               |

Die Punkte wurden wie folgt verteilt:
- 4 Punkte bei einem Sieg
- 2 Punkte bei einem Unentschieden
- 0 Punkte bei einer Niederlage (vor möglichen Bonuspunkten)
- 1 Bonuspunkt für vier oder mehr erfolgreiche Versuche, unabhängig vom Endstand
- 1 Bonuspunkt bei einer Niederlage mit sieben oder weniger Punkten Unterschied